# Belső-tó

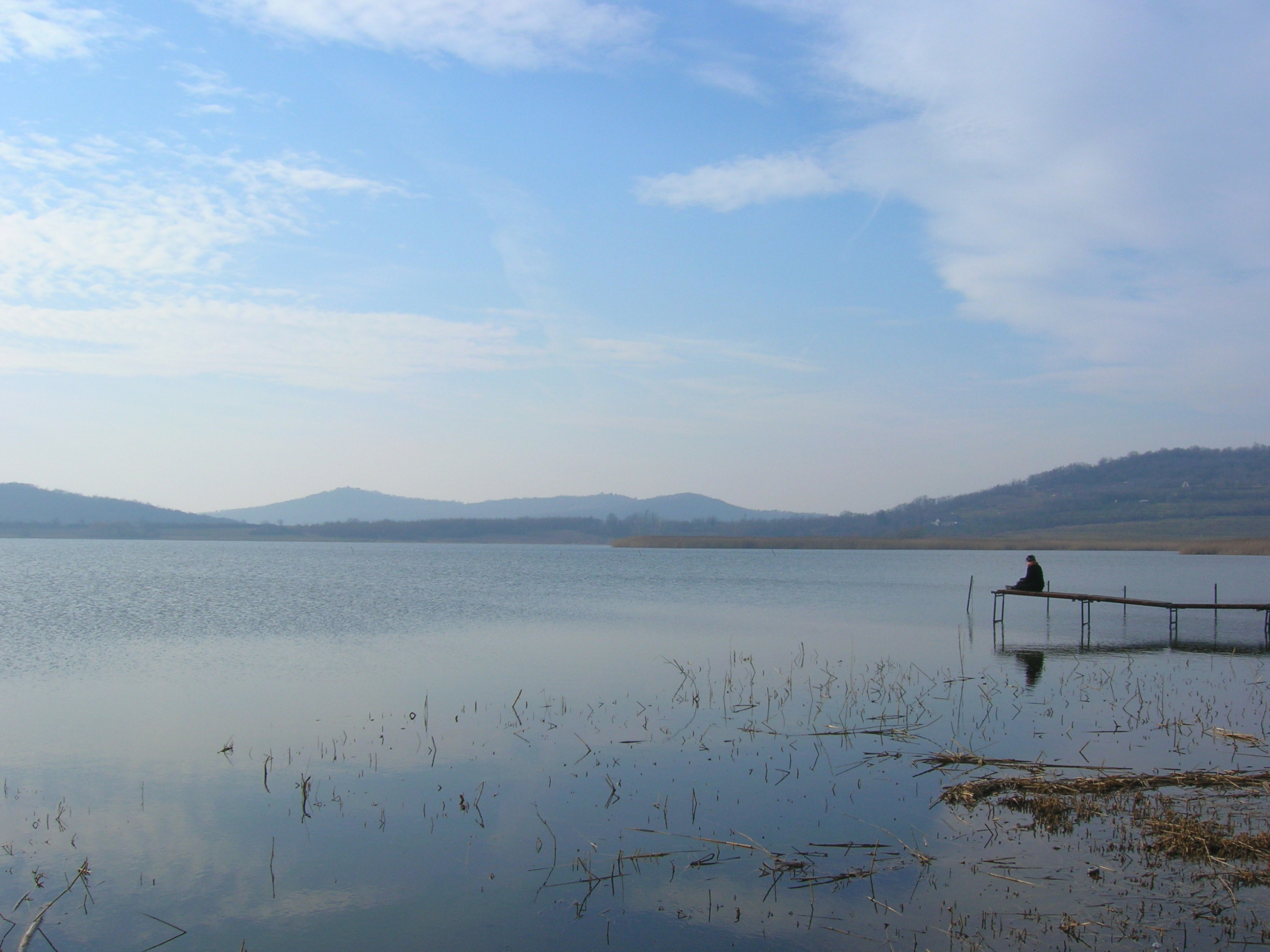
Belső-tó

Belső-tó (z węg.: Jezioro Wewnętrzne) – niewielkie jezioro na Węgrzech, leżące na półwyspie Tihany wcinającym się w jezioro Balaton. Powierzchnia: 28 ha. Wysokość lustra wody: 125 m n.p.m. (21 m powyżej lustra Balatonu). Głębokość średnia: 1,5 m, maksymalna: 3 m.
Jest klasycznym przykładem jeziora kalderowego – powstało przez częściowe zasypanie i wypełnienie wodą kaldery dawnego wulkanu. Brzegi płaskie, w znacznej części zarośnięte szuwarem. Bezodpływowe, zasilane w wodę głównie z opadów. Systematycznie zmniejsza się: w niedalekiej przeszłości podawano dla niego powierzchnię niecałe 50 ha oraz długość do 1800 m i maksymalną szerokość 500 m.
W jeziorze i na jego brzegach żyją liczne rzadkie i chronione gatunki flory i fauny. Jest ono ostoją wielu gatunków ptaków wodnych i błotnych. Ochronę zapewnia położenie jeziora w granicach Parku Narodowego Wzgórz Balatońskich (węg. Balaton-felvidéki Nemzeti Park).